# فهرست افراد درگذشته بر اثر مصرف الکل

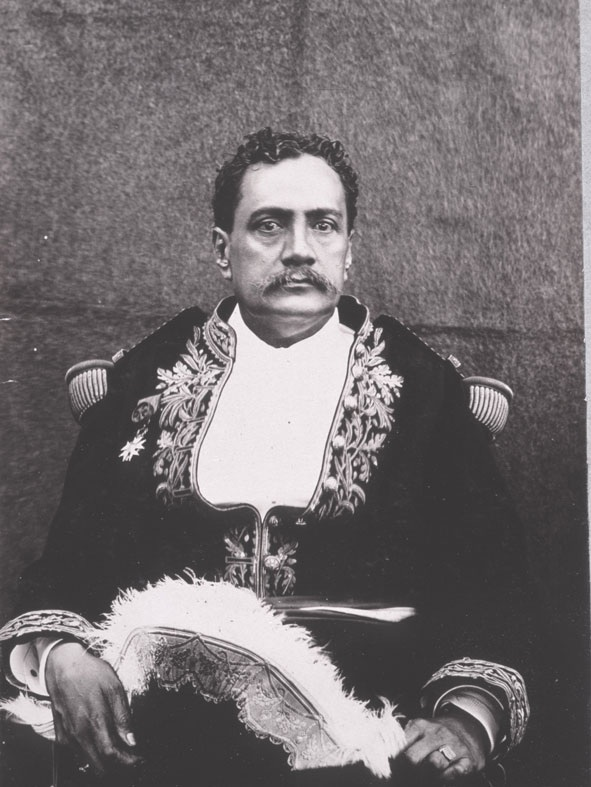
پوماره پنجم آخرین پادشاه تاهیتی

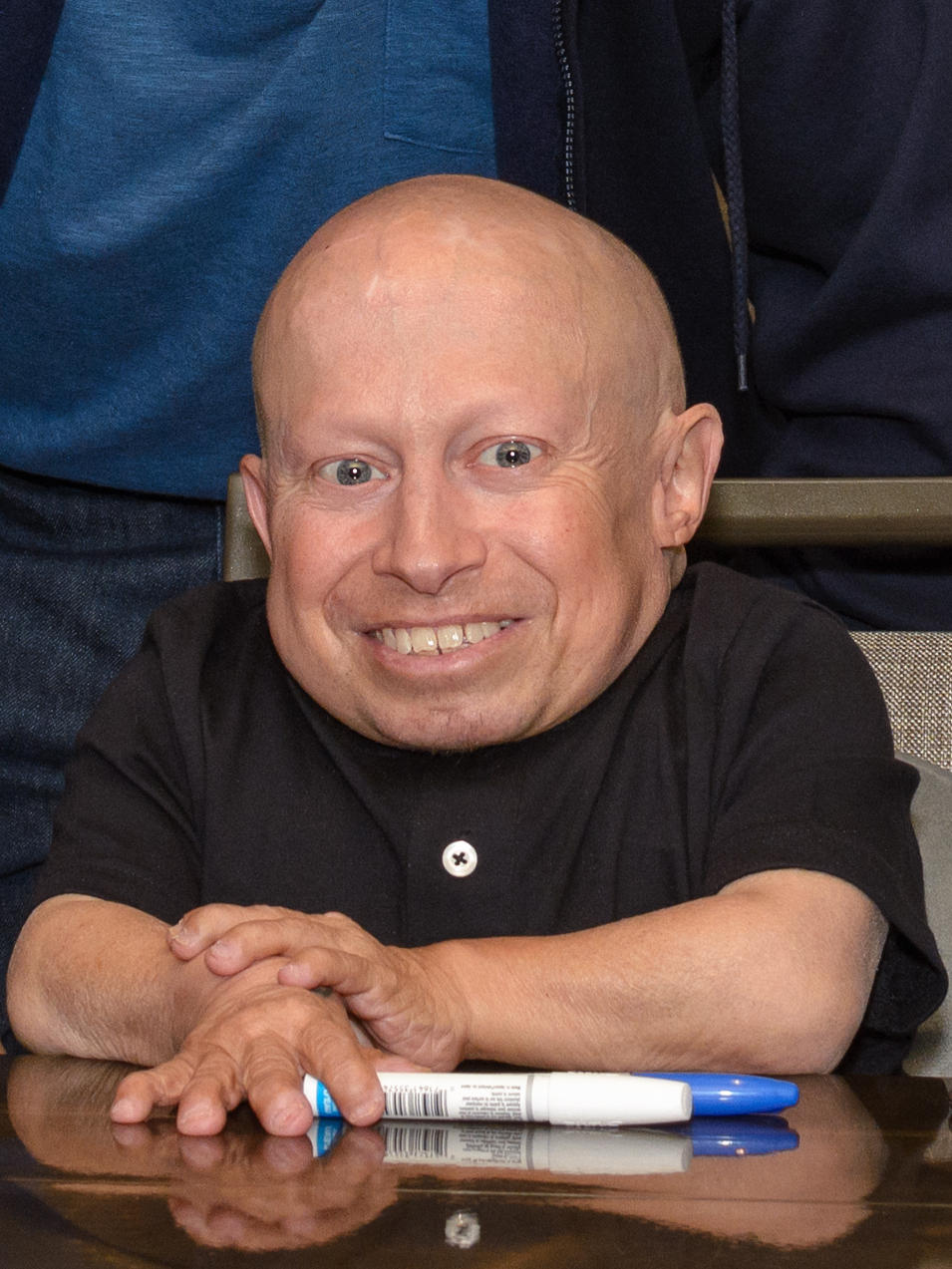
ورن ترویر

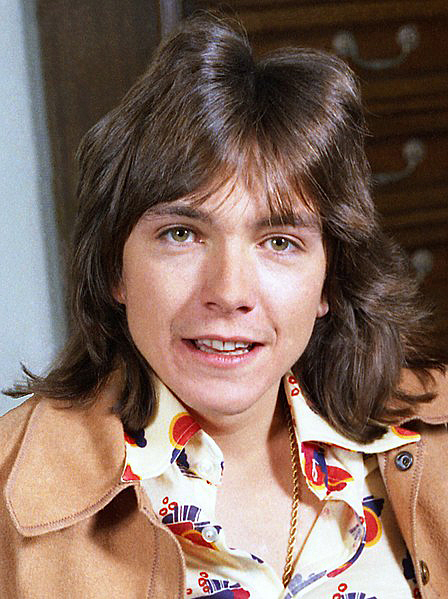
دیوید کسیدی

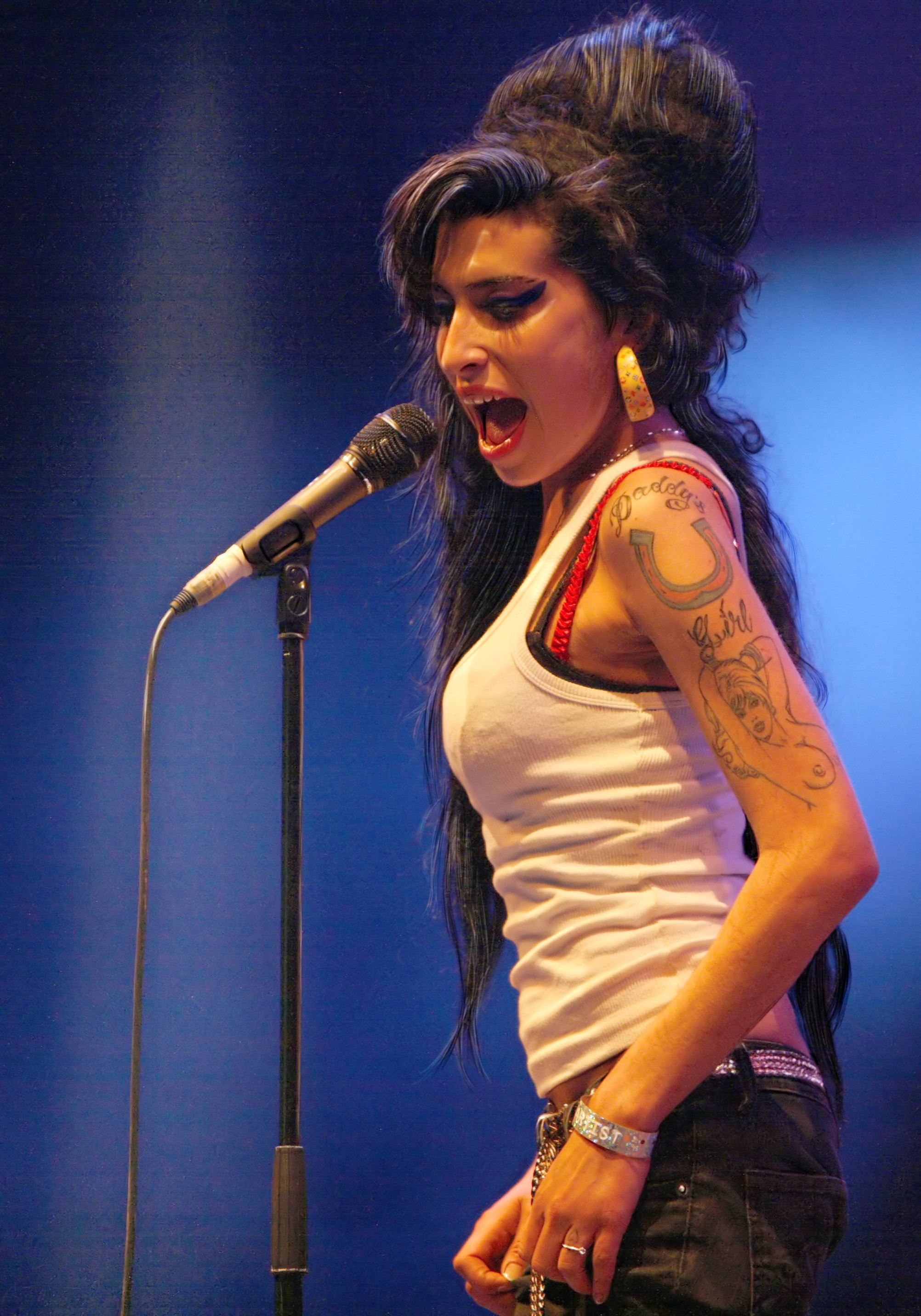
ایمی واینهاوس

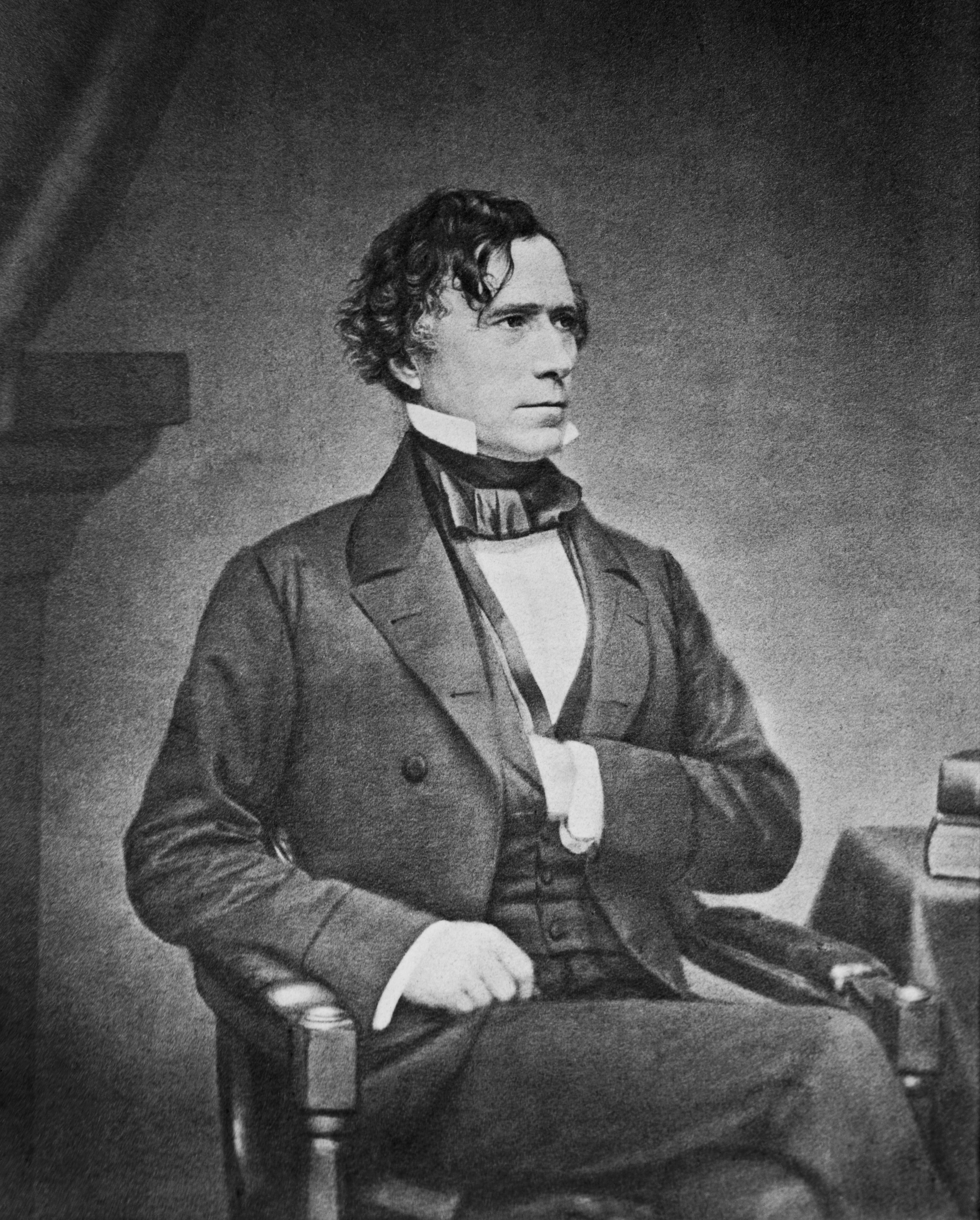
فرانکلین پیرس

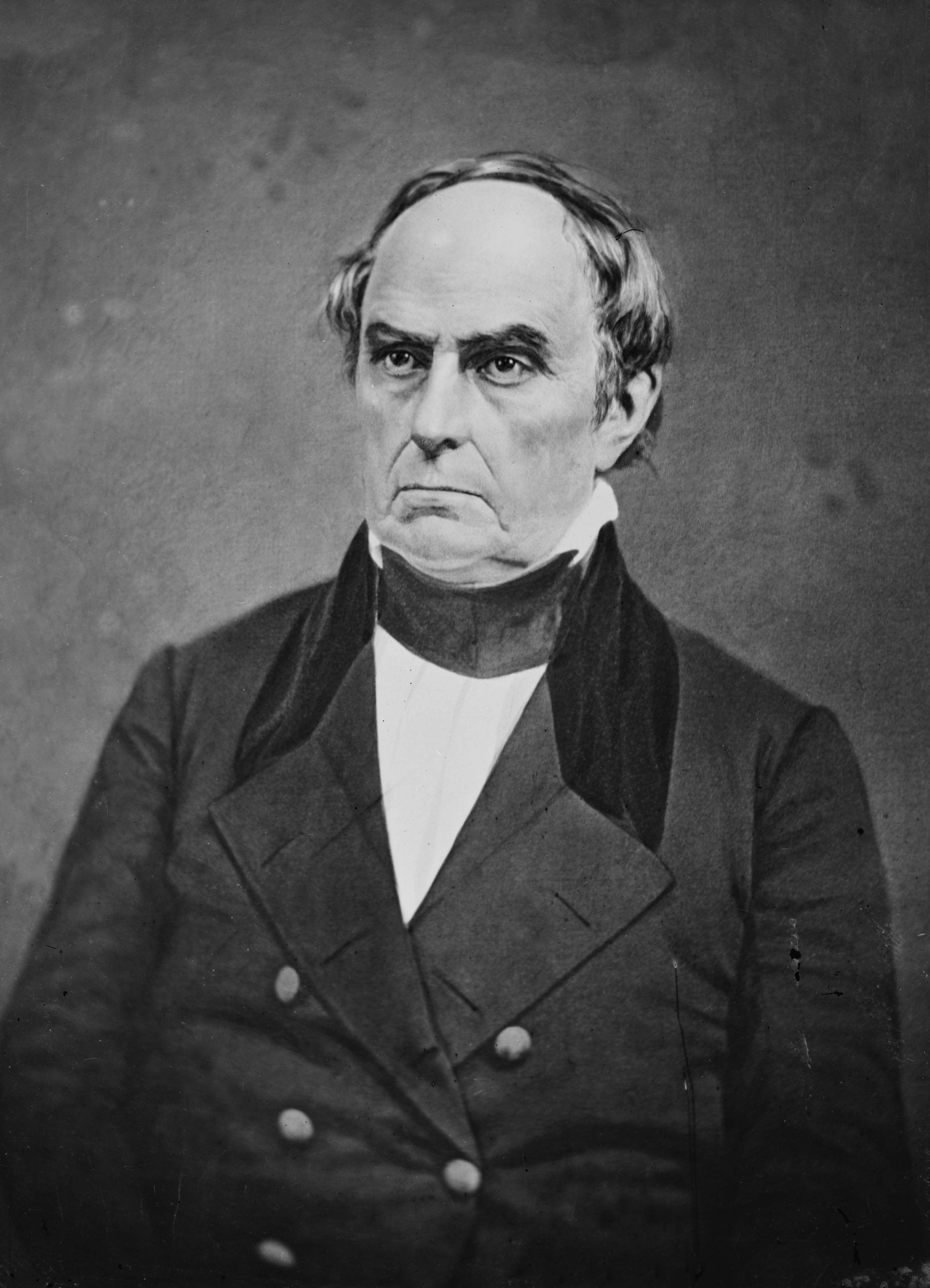
دنیل وبستر

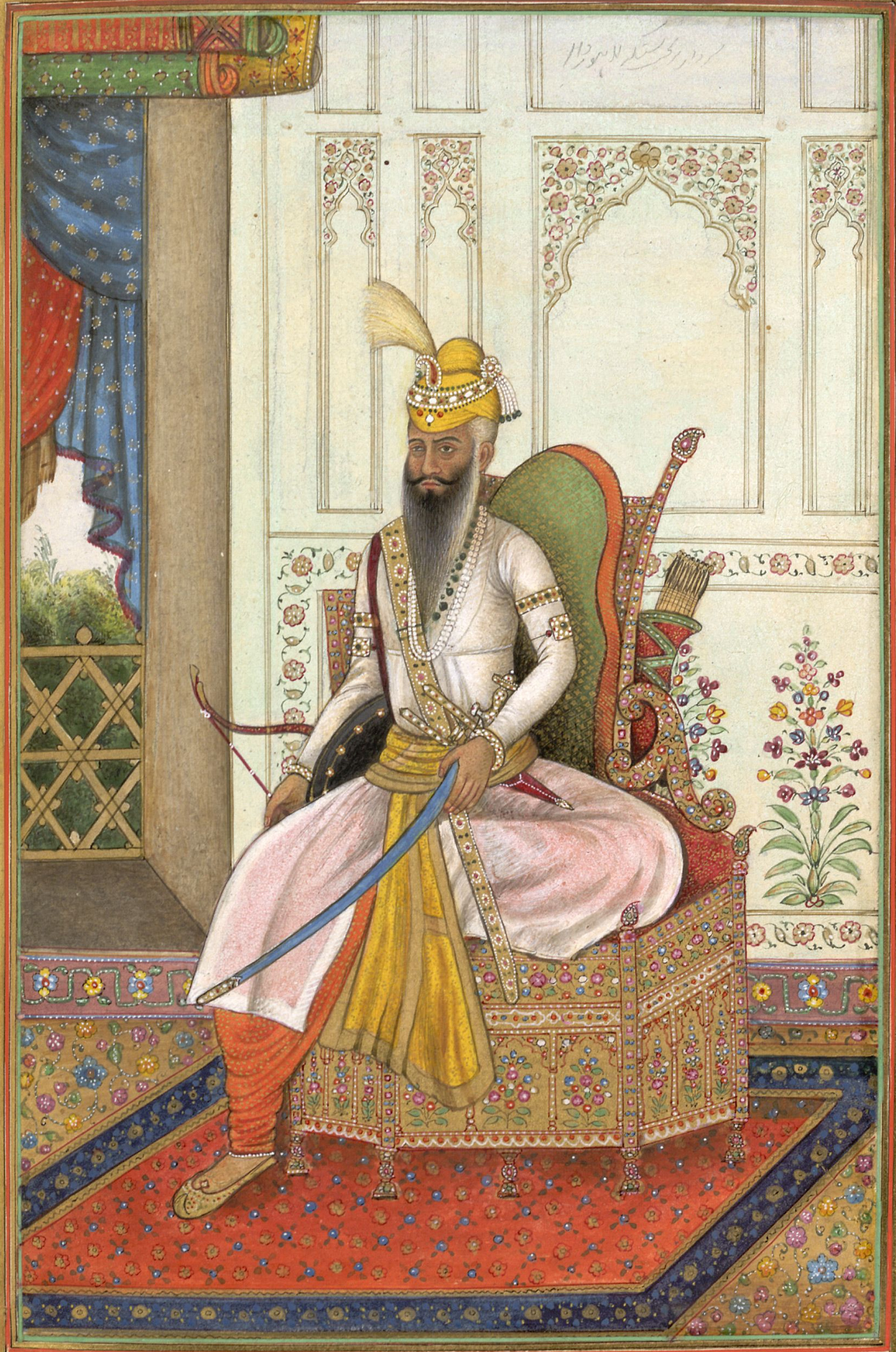
رانجیت سینگ

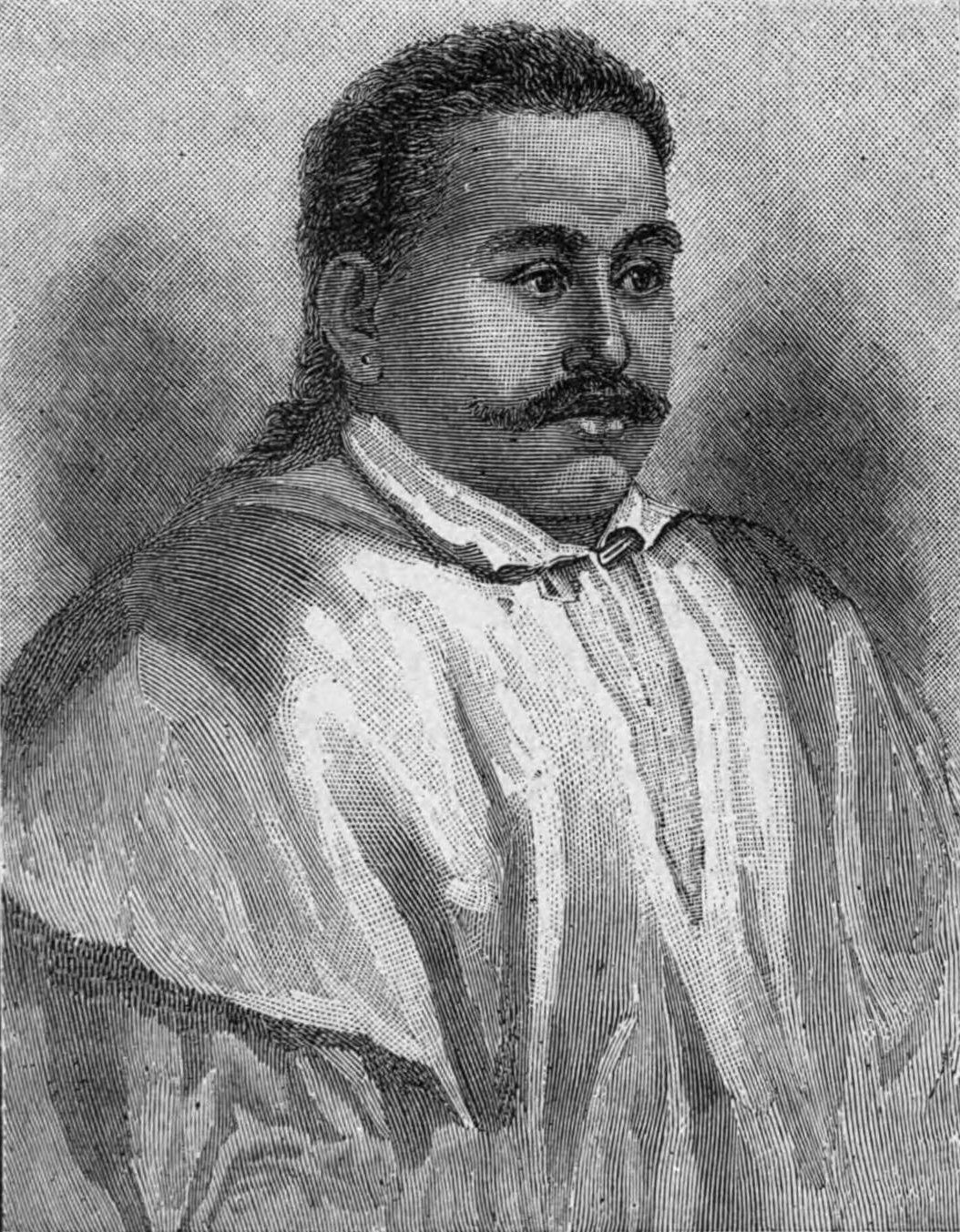
پوماره دوم دومین پادشاه تاهیتی

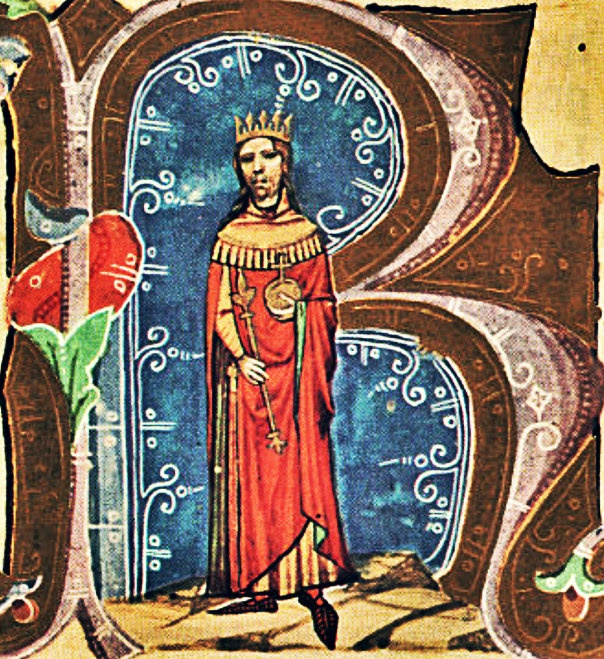
بلای دوم

فهرست افراد درگذشته بر اثر مصرف الکل (انگلیسی: List of deaths through alcohol) فهرستی از افراد برجسته در بخش رده:مرگ‌های به موجب الکل، است که به خاطر اثرات مصرف کوتاه مدت/بلند مدت الکل فوت کرده‌اند. نام افرادی که به علت تأثیر غیرمستقیم الکل همچون رانندگی تحت تأثیر الکل یا مسمومیت ناشی از تداخل مصرف دارو و الکل، فوت کرده‌اند در این فهرست ذکر نگردیده است.
مجله انجمن پزشکی آمریکا، الکلیسم را به عنوان «پیش‌زمینه بیماری مزمن که بواسطه عدم کنترل زیاده روی در مصرف نوشیدنی، تمایل به الکل به عنوان داروی روان‌گردان، مصرف الکل با وجود عواقب زیان‌بار و تغییر در بینش بخصوص در انکار زیان‌آور بودن آن، شناخته می‌شود» توصیف کرده است.

## فهرست افراد در گذشته
| نام                 | تاریخ فوت                | مکان                                          | علت                                                                         | حرفه                                                         |
| ------------------- | ------------------------ | --------------------------------------------- | --------------------------------------------------------------------------- | ------------------------------------------------------------ |
| استیو هارول         | ۴ سپتامبر ۲۰۲۳ (۵۶ سال)  | بویزی، آیداهو، ایالات متحده آمریکا            | نارسایی کبد                                                                 | موسیقی‌دان، خواننده                                           |
| آدام زیمر           | ۳۱ اکتبر ۲۰۲۲ (۳۸ سال)   | مندوتا هایتس، مینه‌سوتا، ایالات متحده آمریکا   | عوارض شدید اختلال مصرف اتانول                                               | مربی حرفه‌ای فوتبال                                           |
| الیستر ادل          | ۳۰ آوریل ۲۰۲۲ (۴۵ سال)   | فینیکس، آریزونا، ایالات متحده آمریکا          | مشکلات مربوط به الکل                                                        | دادستان ناحیه‌ای شهرستان مریکوپا، آریزونا، ۲۰۱۹ تا ۲۰۲۲       |
| وینسنت جکسون        | ۱۵ فوریهٔ ۲۰۲۱ (۳۸ سال)   | برندون، فلوریدا، ایالات متحده آمریکا          | مصرف زیاد الکل                                                              | بازیکن فوتبال                                                |
| آلکسی لایهو         | ۲۹ دسامبر ۲۰۲۰ (۴۱ سال)  | هلسینکی، فنلاند                               | سیروز و پانکراتیت مرتبط با الکل                                             | موسیقی‌دان حرفه‌ای، خواننده هوی متال                           |
| ورن ترویر           | ۲۱ آوریل ۲۰۱۸ (۴۹ سال)   | لس آنجلس، ایالات متحده آمریکا                 | خودکشی به خاطر مستی ناشی از مصرف الکل                                       | بازیگر و کمدین                                               |
| دلارس اریوردن       | ۱۵ ژانویهٔ ۲۰۱۸ (۴۶ سال)  | لندن، انگلستان                                | خفه شدن در وان حمام ناشی از مستی ناشی از مصرف الکل                          | خواننده                                                      |
| دیوید کسیدی         | ۲۱ نوامبر ۲۰۱۷ (۶۷ سال)  | فورت لادردیل، فلوریدا، ایالات متحده آمریکا    | نارسایی کلیه و کبد ناشی از سوء مصرف الکل                                    | خواننده، موسیقی‌دان و بازیگر                                  |
| چارلز کندی          | ۱ ژوئن ۲۰۱۵ (۵۵ سال)     | فورت ویلیام، اسکاتلند                         | خونریزی شدید مرتبط با الکلیسم                                               | سیاستمدار لیبرال دموکرات                                     |
| الیزابت پنیا        | ۱۴ اکتبر ۲۰۱۴ (۵۵ سال)   | لس آنجلس، کالیفرنیا، ایالات متحده آمریکا.     | سیروز کبد ناشی از الکل، که باعث خون‌ریزی گوارشی، شوک قلبی و ایست قلبی گردید. | بازیگر                                                       |
| جیسون مولینا        | ۱۶ مهٔ ۲۰۱۳ (۳۹ سال)      | ایندیاناپلیس، ایالات متحده آمریکا             | از کارافتادن ارگان بدن ناشی از سوء مصرف الکل                                | موسیقی‌دان                                                    |
| جف هنمن             | ۲ مهٔ ۲۰۱۳ (۴۹ سال)       | اینلند امپایر، کالیفرنیا، ایالات متحده آمریکا | سیروز کبدی در ارتباط با الکل                                                | موسیقی‌دان                                                    |
| ایمی واینهاوس       | ۲۳ ژوئیهٔ ۲۰۱۱ (۲۷ سال)   | لندن، انگلستان                                | زیاده‌روی در مصرف الکل                                                       | خواننده/ترانه‌پرداز                                           |
| گری مور             | ۶ فوریهٔ ۲۰۱۱ (۵۸ سال)    | استیپونا، اسپانیا                             | سکته قلبی                                                                   | موسیقی‌دان                                                    |
| جرج بست             | ۲۵ نوامبر ۲۰۰۵ (۵۹ سال)  | لندن، انگلستان                                | الکلیسم و عوارض بعد از پیوند کبد                                            | بازیکن فوتبال                                                |
| مایکل الفیک         | ۷ سپتامبر ۲۰۰۲ (۵۵ سال)  | لندن، انگلستان                                | الکلیسم                                                                     | بازیگر                                                       |
| جان ناتان ترنر      | ۱ مهٔ ۲۰۰۲ (۵۴ سال)       | برایتون، بریتانیا                             | نارسایی کبد                                                                 | تهیه‌کننده تلویزیون                                           |
| فیل کتز             | ۱۴ آوریل ۲۰۰۰ (۳۷ سال)   | میلواکی، ایالات متحده آمریکا                  | الکلیسم                                                                     | برنامه‌نویس کامپیوتر                                          |
| الیور رید           | ۲ مهٔ ۱۹۹۹ (۶۱ سال)       | مالت                                          | الکلیسم                                                                     | بازیگر                                                       |
| درک نیوآرک          | ۱۱ اوت ۱۹۹۸ (۶۵ سال)     | لندن، انگلستان                                | حمله قلبی، به خاطر نارسایی کبد طی سالها اعتیاد به الکل                      | بازیگر                                                       |
| کوین لوید           | ۲ مهٔ ۱۹۹۸ (۴۹ سال)       | استافوردشر، انگلستان                          | رخداد مربوط به الکل                                                         | بازیگر                                                       |
| برایان کونولی       | ۱۰ فوریهٔ ۱۹۹۷ (۵۱ سال)   | اسلاو، بریتانیا                               | نارسایی کلیه                                                                | خواننده                                                      |
| تاونز ون زاندت      | ۱ ژانویهٔ ۱۹۹۷ (۵۲ سال)   | اسمرنا، تنسی، ایالات متحده آمریکا             | سکته قلبی                                                                   | موسیقی‌دان                                                    |
| میکی منتل           | ۱۳ اوت ۱۹۹۵ (۶۳ سال)     | دالاس، ایالات متحده آمریکا                    | سرطان کبد                                                                   | بازیکن مرکزی نیویورک یانکیز                                  |
| پیتر کوک            | ۹ ژانویهٔ ۱۹۹۵ (۵۷ سال)   | لندن، انگلستان                                | خونریزی گوارشی                                                              | کمدین                                                        |
| آندره د جاینت       | ۲۸ ژانویهٔ ۱۹۹۳ (۴۶ سال)  | پاریس، فرانسه                                 | سکته قلبی                                                                   | کشتی‌گیر                                                      |
| کیث وایتلی          | ۹ مهٔ ۱۹۸۹ (۳۴ سال)       | گودلتسویل، تنسی                               | الکلیسم                                                                     | خواننده موسیقی کانتری                                        |
| جان کاساوتیس        | ۳ فوریهٔ ۱۹۸۹ (۵۹ سال)    | لس آنجلس، ایالات متحده آمریکا                 | سیروز مرتبط با الکل                                                         | کارگردان فیلم                                                |
| ایان هندری          | ۲۴ دسامبر ۱۹۸۴ (۵۳ سال)  | لندن، انگلستان                                | خونریزی معده                                                                | بازیگر                                                       |
| ترومن کاپوتی        | ۲۵ اوت ۱۹۸۴ (۵۹ سال)     | لس آنجلس، ایالات متحده آمریکا                 | بیماری کبدی                                                                 | نویسنده                                                      |
| ریچارد برتون        | ۵ اوت ۱۹۸۴ (۵۸ سال)      | ژنو، سوئیس                                    | خونریزی مغزی                                                                | بازیگر                                                       |
| گارینشا             | ۲۰ ژانویهٔ ۱۹۸۳ (۴۹ سال)  | ریو دو ژانیرو، برزیل                          | الکلیسم                                                                     | بازیکن فوتبال                                                |
| جان بونام           | ۲۵ سپتامبر ۱۹۸۰ (۳۲ سال) | وینزر، بریتانیا                               | خفگی                                                                        | طبلنواز گروه موسیقی لد زپلین، موسیقی‌دان                      |
| ولادیمیر ویسوتسکی   | ۲۵ ژوئیهٔ ۱۹۸۰ (۴۲ سال)   | مسکو، اتحاد جماهیر شوروی                      | سکته قلبی                                                                   | خواننده، ترانه‌پرداز، شاعر و بازیگر                           |
| بان اسکات           | ۱۹ فوریهٔ ۱۹۸۰ (۳۳ سال)   | لندن، انگلستان                                | مستی شدید                                                                   | خواننده اصلی و ترانه‌پرداز هارد راک گروه ای‌سی/دی‌سی            |
| اد وود              | ۱۰ دسامبر ۱۹۷۸ (۵۴ سال)  | لس آنجلس، ایالات متحده آمریکا                 | ایست قلبی                                                                   | کارگردان فیلم                                                |
| ورونیکا لیک         | ۷ ژوئیهٔ ۱۹۷۳ (۵۰ سال)    | برلینگتون، ورمانت، ایالات متحده آمریکا        | هپاتیت                                                                      | بازیگر                                                       |
| گیتا دات            | ۲۰ ژوئیهٔ ۱۹۷۲ (۴۱ سال)   | بمبئی، هند                                    | سیروز کبدی مربوط به الکل                                                    | خواننده                                                      |
| مینا کوماری         | ۳۱ مارس ۱۹۷۲ (۳۸ سال)    | بمبئی، هند                                    | سیروز کبدی مربوط به الکل                                                    | بازیگر، شاعر، خواننده، طراح لباس                             |
| جک کرواک            | ۲۱ اکتبر ۱۹۶۹ (۴۷ سال)   | سن پترزبورگ، فلوریدا، ایالات متحده آمریکا     | الکلیسم                                                                     | نویسنده                                                      |
| باربارا پیتن        | ۸ مهٔ ۱۹۶۷ (۳۹ سال)       | سن دیگو، ایالات متحده آمریکا                  | نارسایی کبد                                                                 | بازیگر                                                       |
| جیمز تربر           | ۲ نوامبر ۱۹۶۱ (۶۶ سال)   | نیویورک، ایالات متحده آمریکا                  | سکته مغزی                                                                   | کارتونیست و نویسنده                                          |
| ارول فلین           | ۱۴ اکتبر ۱۹۵۹ (۵۰ سال)   | ونکوور، کانادا                                | سکته قلبی                                                                   | بازیگر                                                       |
| بیلی هالیدی         | ۱۷ ژوئیهٔ ۱۹۵۹ (۴۴ سال)   | نیویورک، ایالات متحده آمریکا                  | سیروز                                                                       | خواننده                                                      |
| ریموند چندلر        | ۲۶ مارس ۱۹۵۹ (۷۰ سال)    | سن دیگو، ایالات متحده آمریکا                  | سینه‌پهلو                                                                    | نویسنده                                                      |
| لستر یانگ           | ۱۵ مارس ۱۹۵۹ (۴۹ سال)    | نیویورک، ایالات متحده آمریکا                  | نارسایی قلب                                                                 | موسیقی‌دان                                                    |
| جوزف مک‌کارتی        | ۲ مهٔ ۱۹۵۷ (۴۸ سال)       | بتزدا، مریلند، ایالات متحده آمریکا            | هپاتیت                                                                      | سناتور جمهوری‌خواه ایالات متحده آمریکا                        |
| دیلن تامس           | ۹ نوامبر ۱۹۵۳ (۳۹ سال)   | نیویورک، ایالات متحده آمریکا                  | الکلیسم                                                                     | نویسنده                                                      |
| هنک ویلیامز         | ۱ ژانویهٔ ۱۹۵۳ (۲۹ سال)   | اووک هیل، ویرجینیای غربی، ایالات متحده آمریکا | بزرگ شدن قلب                                                                | موسیقی‌دان                                                    |
| کرلی هاوارد         | ۱۸ ژانویهٔ ۱۹۵۲ (۴۸ سال)  | سن گابریل، کالیفرنیا، ایالات متحده آمریکا     | سکته مغزی                                                                   | بازیگر                                                       |
| سینکلر لوئیس        | ۱۰ ژانویهٔ ۱۹۵۱ (۶۵ سال)  | رم، ایتالیا                                   | الکلیسم                                                                     | رمان‌نویس، نمایشنامه‌نویس، نویسنده داستان کوتاه                |
| دبلیو. سی. فیلدز    | ۲۵ دسامبر ۱۹۴۶ (۶۶ سال)  | پاسادینا، کالیفرنیا، ایالات متحده آمریکا      | الکلیسم                                                                     | بازیگر                                                       |
| لورنز هارت          | ۲۲ نوامبر ۱۹۴۳ (۴۸ سال)  | نیویورک، ایالات متحده آمریکا                  | الکلیسم                                                                     | ترانه‌سرا                                                     |
| جان باریمور         | ۲۹ مهٔ ۱۹۴۲ (۶۰ سال)      | لس آنجلس، کالیفرنیا، ایالات متحده آمریکا      | سیروز کبدی مربوط به الکل                                                    | بازیگر                                                       |
| هلن مورگن           | ۹ اکتبر ۱۹۴۱ (۴۱ سال)    | شیکاگو، ایلینوی، ایالات متحده آمریکا          | سیروز کبدی مربوط به الکل                                                    | خواننده، بازیگر                                              |
| اف. اسکات فیتزجرالد | ۲۱ دسامبر ۱۹۴۰ (۴۴ سال)  | هالیوود، لس آنجلس، ایالات متحده آمریکا        | سکته قلبی                                                                   | نویسنده                                                      |
| فرناندو پسوآ        | ۳۰ نوامبر ۱۹۳۵ (۴۷ سال)  | لیسبون، پرتغال                                | سیروز کبدی یا پانکراتیت مربوط به الکل                                       | شاعر، نویسنده، منتقد ادبی، مترجم، ناشر و اندیشمند            |
| بیکس بایدربک        | ۶ اوت ۱۹۳۱ (۲۸ سال)      | کویینز، نیویورک، ایالات متحده آمریکا          | سینه‌پهلو                                                                    | موسیقی‌دان                                                    |
| او. هنری            | ۵ ژوئن ۱۹۱۰ (۴۷ سال)     | نیویورک، ایالات متحده آمریکا                  | سیروز کبدی در ارتباط با الکل                                                | نویسنده                                                      |
| آنری دو تولوز-لوترک | ۹ سپتامبر ۱۹۰۱ (۳۶ سال)  | فرانسه                                        | الکلیسم                                                                     | نقاش، چاپ دستی‌ساز(Printmaking), رسم، کاریکاتوریست، و تصویرگر |
| پوماره پنجم         | ۲۱ ژوئن ۱۸۹۱ (۵۱ سال)    | کاخ پادشاهی، پاپت، تاهیتی                     | الکلیسم                                                                     | آخرین پادشاه، تاهیتی                                         |
| مودست موسورگسکی     | ۲۸ مارس ۱۸۸۱ (۴۲ سال)    | سنت پترزبورگ، روسیه                           | الکلیسم، دلیریوم ترمنس، حمله صرع                                            | آهنگساز                                                      |
| فرانکلین پیرس       | ۸ اکتبر ۱۸۶۹ (۶۴ سال)    | کنکورد، نیوهمپشایر، ایالات متحده آمریکا       | اِدِم یا سیروز کبدی در ارتباط با الکل (طبق گواهی فوت)                         | رئیس‌جمهور ایالات متحده آمریکا                                |
| اردشیر میرزا        | ۱۸۶۶ (۵۹ سال)            | تهران، ایران                                  | مشکلات مربوط به الکل                                                        | شاهزاده، حکمران                                              |
| دنیل وبستر          | ۲۴ اکتبر ۱۸۵۲ (۷۰ سال)   | مارشفیلد، ماساچوست، ایالات متحده آمریکا.      | سیروز کبدی در ارتباط با الکل                                                | وزیر امور خارجه ایالات متحده آمریکا                          |
| رانجیت سینگ         | ۲۷ ژوئن ۱۸۳۹ (۵۸ سال)    | لاهور، امپراتوری سیک (پنجاب کنونی، پاکستان)   | الکلیسم، نارسایی کبد، سکته مغزی                                             | اولین مهاراجه در امپراتوری سیک                               |
| پوماره دوم          | ۷ دسامبر ۱۸۲۱ (۳۹ سال)   | پاپِه ته، پادشاهی تاهیتی (تاهیتی)              | الکلیسم                                                                     | دومین پادشاه در پادشاهی تاهیتی                               |
| اوگتای خان          | ۱۱ دسامبر ۱۲۴۱ (۵۵ سال)  | مغولستان                                      | الکلیسم                                                                     | دومین خاقان در امپراتوری مغول بین سالهای ۱۲۲۷ تا ۱۲۴۱        |
| چنگیز خان           | ۲۵ اوت ۱۲۲۷ (۶۵ سال)     | شیای باختری، چین                              | سقوط از روی اسب به خاطر مستی                                                | بنیانگذار امپراتوری مغول                                     |
| بلای دوم            | ۱۳ فوریهٔ ۱۱۴۱ (۳۲ سال)   | مجارستان                                      | مشکلات مربوط به الکل                                                        | پادشاه مجارستان و کرواسی از سال ۱۱۳۱                         |